# 존 하워드 요더

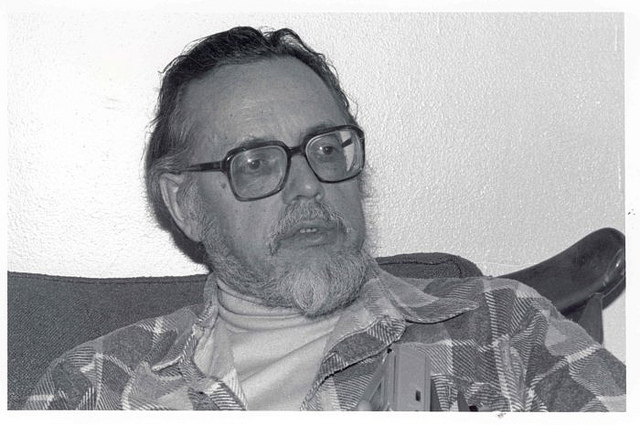

존 하워드 요더(John Howard Yoder, 1927년 12월 29일~1997년 12월 30일)는 재세례파 메노나이트 소속 기독교 윤리학자이며 기독교 평화주의로 잘 알려져 있다. 

## 생애
- 1927년생
- 미국 메노나이트 직영학교인 고센대학교(현 아나뱁티스트 메노나이트 성서 신학교AMBS(Anabaptist Mennonite Biblical Seminary) 졸업
- 유럽 메노나이트 중앙위원회 근무
- 스위스 바젤대학교에서 박사학위 취득. 당시 지도교수는 칼 바르트였다. 오스카 쿨만, 카를 야스퍼스 등의 세계적 석학들 밑에서 공부하였다.
- 아나뱁티스트 메노나이트 성서 신학교AMBS(Anabaptist Mennonite Biblical Seminary)의 전신인 고센신학교와 메노나이트 성서 신학교(Mennonite Biblical Seminary)에서 교수로 재직
- 미국 인디애나주에 있는 노트르담 대학교에서 교수로 재직
- 미국 기독교 윤리학회 회장 역임

## 저서
- 《예수의 정치학》(The Politics of Jesus, IVP)-1972년 발표된 작품으로 한국어판은 IVP에서 1994년, 2007년(개정판)에 출판하였다.
- 《국가에 대한 기독교의 증언》(The Christian Witness to the State), [[대장간])-2013년 역간.
- 《The Priestly Kingdom》
- 《The Royal Priesthood》
- 《근원적 혁명》(The Original Revolution), [[대장간])-2010년 역간.
- 《당신이라면?》(What Would You Do?), [[대장간])-2010년 역간.
- 《교회, 그 몸의 정치》(Body Politics), [[대장간])-2011년 역간.
- 《그리스도로 충만함》(The Fullness of Christ), [[대장간])-2011년 역간.
- 《어린양의 전쟁》(The War of Lamb), [[대장간])-2011년 역간 외 다수가 있다.
- 《Authentic Transformation: A New Vision of Christ and Culture 》(Glen Stassen, D.M.Yeager,공저, ABNDP,1995)

## 관련 서적
- 《야수의 송곳니를 뽑다 - 존 하워드 요더의 성추행과 권력남용에 대한 메노나이트의 반응》-한국어판은 대장간에서 2018년에 출판하였다.

## 관련 기사
- 존 H. 요더의 성폭력과 메노나이트 교회의 대응 1 http://www.goscon.co.kr/news/articleView.html?idxno=29501
- 존 H. 요더의 성폭력과 메노나이트 교회의 대응 2 http://www.goscon.co.kr/news/articleView.html?idxno=29528
- 존 요더의 성추행과 아나뱁티스트 교회관-우리가 놓치지 말아야 할 존 하워드 요더의 성추행 사건 이면 http://www.newsnjoy.or.kr/news/articleView.html?idxno=195463

## 같이 보기
- 기독교 아나키즘
- 해방 신학